# Preikestolen
Preikestolen (en noruec nynorsk) o Prekestolen (en bokmål), que es pot traduir del noruec com a Púlpit del predicador o Púlpit de roca, amb el nom antic local noruec de Hyvlatonnå (ribot de fuster), és un gran penya-segat de granit de 604 metres que es troba al Lysefjord, oposat a l'altiplà Kjerag dins del municipi de Forsand, al comtat de Rogaland, Noruega. La part superior del penya-segat fa uns 25 per 25 metres i és gairebé plana i és tanmateix una famosa atracció turística de Noruega visitada cada any per uns 200.000 turistes.

## Accés
Aquest penya-segat està al comtat noruec de Rogaland a l'oest de Noruega. La ciutat de Stavanger es troba a uns 25 km i l'aparcament per visitar-lo es troba a una hora de Stavanger per ferri i amb cotxe.
L'accés no es recomana a l'hivern ni a la primavera quan hi ha neu i gel: el millor moment per realitzar la visita és d'abril a octubre.

## Seguretat

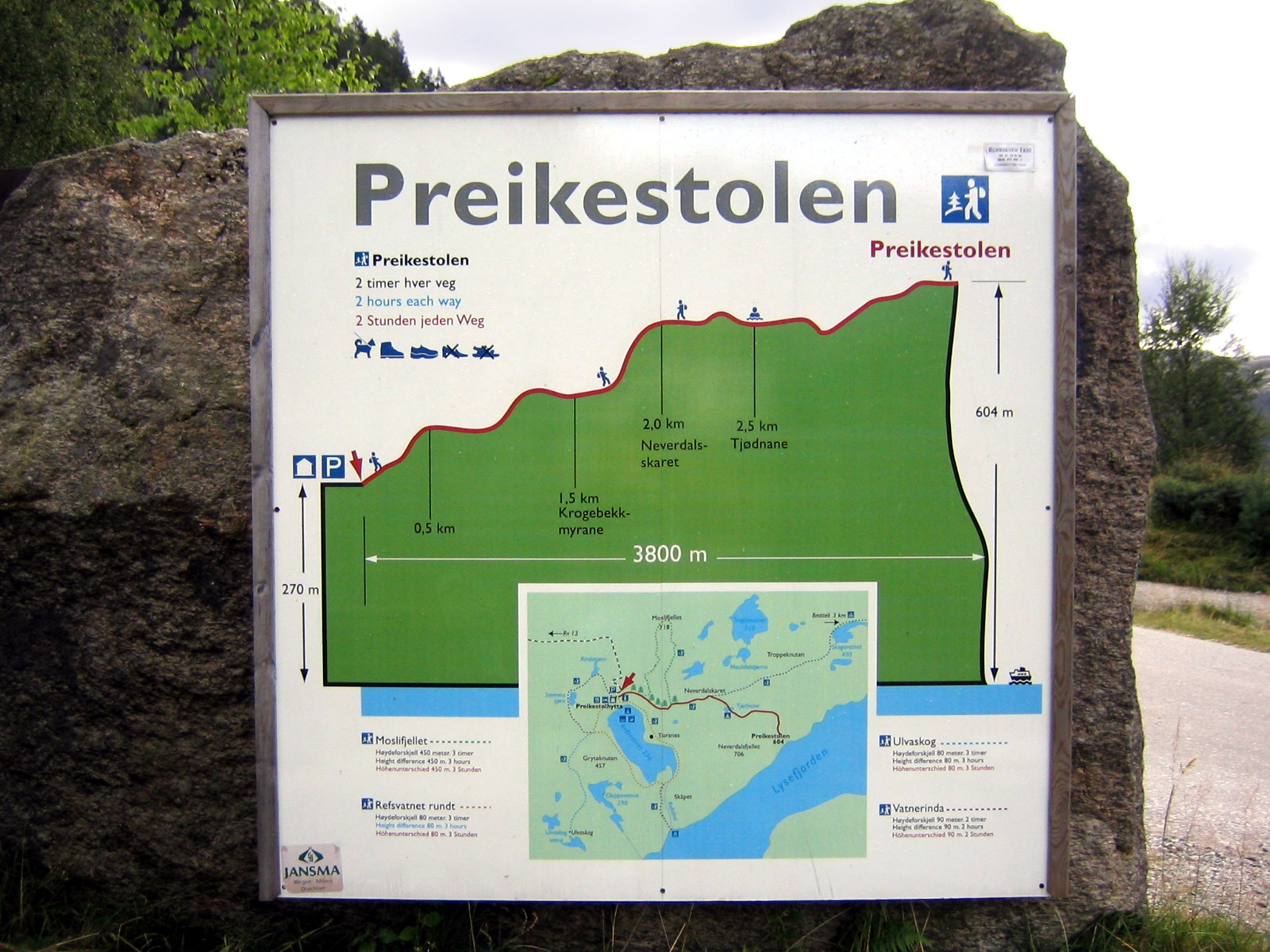
Mapa i perfil de l'accés

No hi ha cap tanca ni mesura de seguretat, en principi per a no espatllar la bellesa natural del lloc. Hi ha hagut alguns suïcidis i intents de suïcidi i fins a l'octubre de 2013 no hi va haver el primer accident mortal quan un turista espanyol va caure quan intentava fer fotografies. Les autoritats noruegues estan estudiant posar alguna mesura de seguretat com unes tanques, però tanmateix creuen que podria resultar contraproduent i encoratjar comportaments perillosos.

## Formació
El penya-segat es va formar fa uns 10.000 anys durant la darrera època glacial europea quan la vora d'una glacera va arribar al penya-segat.